# C'est la vie, mon chéri
Pour les articles homonymes, voir Endless Love.
Pour plus de détails, voir Fiche technique et Distribution.
C'est la vie, mon chéri (chinois : 新不了情 ; pinyin : Xīn bùliǎo qíng, "Nouvel Amour éternel") est un film hongkongais réalisé par Derek Yee, sorti en 1994. 
Il s'agit d'un remake du film hongkongais Love Without End (1961) (不了情, "Amour éternel"), avec Linda Lin Dai (le titre chinois ajoute "nouveau" (新) au titre du film original).

## Synopsis
Min (Anita Yuen) est une chanteuse de rue, aussi employée à temps partiel comme chanteuse à l'opéra. Elle rencontre Kit (Lau Ching-wan), un musicien de jazz qui vient de rompre avec sa petite amie (Carina Lau). Malgré le caractère étrange de Min, Kit commence à être attiré par elle. Mais alors que leur relation commence à peine, on diagnostique une leucémie à Min.

## Fiche technique
- Titre : C'est la vie, mon chéri
- Titre original : 新不了情 (Xin buliao qing)
- Réalisation : Derek Yee
- Scénario : Derek Yee
- Musique : Chris Babida et Stephen Chan
- Photographie : Peter Ngor et Tam Tsi-wai
- Montage : Kwong Chi-leung et Fung Mei
- Production : Alexander Chan
- Société de production : Film Unlimited
- Pays d'origine : Hong Kong
- Genre : Romance
- Durée : 105 minutes
- Dates de sortie : 
  -  Hong Kong : 11 novembre 1993

## Distribution
- Anita Yuen : Min
- Chi Leung 'Jacob' Cheung : Diseur de bonne aventure
- Paul Chu : Oncle/Cheung Po-tsai
- Bo-Bo Fung : Mère de Min
- Joe Junior : Chanteur
- Carina Lau : Tracy
- Lau Ching-wan : Kit
- Tats Lau : Tats
- Jamie Luk : Blacky
- Carrie Ng : Ling
- Herman Yau : Homme dans le club

## Autour du film
- Le titre est souvent mal écrit : C'est la vie, mon chérie[réf. nécessaire].

## Distinctions
- Hong Kong Film Awards 1994 :
  - Meilleur film
  - Meilleure actrice : Anita Yuen
  - Meilleur réalisateur : Derek Yee
  - Meilleur second rôle masculin : Paul Chiang
  - Meilleur second rôle féminin : Petrina Fung
  - Meilleur scénario : Derek Yee